# Walter Hahn (Journalist)
Walter Hahn (* 1929 in Wittenberg; † 31. Dezember 1996 in Brüssel) war ein deutscher Journalist und Radiomoderator. Bekannt wurde er als langjähriger Leiter des WDR-Studios Brüssel und Europa-Experte (1973–1994).

## Leben
Hahn studierte an der Freien Universität Berlin Geschichte und Germanistik und arbeitete nebenher bereits als Journalist für die Berliner Zeitung, den RIAS Berlin und den Norddeutschen Rundfunk (NDR). 1961 wurde er Redakteur und Reporter beim Sender Freies Berlin (SFB) und wechselte 1962 als Radioreporter zum Westdeutschen Rundfunk Köln (WDR). 1964/65 gründete er dort zusammen mit Dieter Thoma und anderen das Mittagsmagazin, dessen erste Sendungen im Januar 1965 er auch moderierte. Zeitweise war er Korrespondent im WDR-Studio Bonn und wurde 1973 Leiter des von WDR und NDR gemeinsam betriebenen Studios Brüssel. Dort blieb er bis zu seiner Pensionierung Ende 1994.